# 米克·马克尔
米克·马克尔（荷蘭語：Mick Makker，1993年2月5日—），荷兰男子赛艇运动员，2022年世界赛艇锦标赛男子八人单桨有舵手银牌得主、2023年世界赛艇锦标赛男子八人单桨有舵手银牌得主、2024年夏季奥林匹克运动会男子八人单桨有舵手银牌得主。